# Rudolstadt
Rudolstadt is een plaats in de Duitse deelstaat Thüringen, gelegen in de Landkreis Saalfeld-Rudolstadt. De stad telt 24.672 inwoners. Naburige steden zijn onder andere Bad Blankenburg, Königsee en Lehesten.

## Stadsindeling
Rudolstadt bestaat uit de volgende 24 Ortsteile (stadsdelen):
(tussen haakjes de oudste historische vermelding in een document):
- Ammelstädt (1350)
- Breitenheerda (1294)
- Cumbach (10 november 1327)
- Eichfeld (december 1074)
- Eschdorf (1372)

- Geitersdorf (1372)
- Haufeld (802–817)
- Heilsberg (822–826)
- Keilhau (26 maart 1306)
- Lichstedt (incl. Groschwitz; 16 aug. 1275)

- Milbitz (1350)
- Mörla (28 april 1417)
- Oberpreilipp (december 1074)
- Pflanzwirbach (19 juli 1295)
- Remda (incl. Altremda en Kirchremda)

- Schaala (incl. Schwarzenshof; 1071)
- Schwarza (december 1074)[2]
- Sundremda (750–779)
- Teichel (1076)
- Teichröda (1334)

- Treppendorf (874)
- Unterpreilipp (december 1074)
- Volkstedt (842–856) [3]
- De kernstad Rudolstadt zelf; Volkstedt, Schwarza, Mörla en Cumbach zijn in de loop der tijden aan Rudolstadt vastgegroeid.

## Geografie en infrastructuur
Rudolstadt ligt aan de linker, noordwestelijke  oever van de Saale. Het toeristisch aantrekkelijke middelgebergte Thüringerwoud ligt niet ver ten zuiden van Rudolstadt. 
De stad is economisch nauw verbonden met Bad Blankenburg, 7 km ten zuidwesten,  alsmede met  het eigen, door industrie gekenmerkte stadsdeel Schwarza , 4 km ten zuiden, en met Saalfeld/Saale, 10 km ten zuiden van Rudolstadt.
Grotere steden in de omgeving van Rudolstadt  zijn, van west naar oost :
- Erfurt
- Weimar
- Jena, ruim 30 km noordoostwaarts
- Gera.

Rudolstadt heeft een, dicht bij het centrum gelegen, station (Bahnhof Rudolstadt (Thür)), aan de spoorlijn Großheringen - Saalfeld. Er is een apart goederenstation. Iedere twee uur wordt dit station aangedaan door een stoptrein vanuit en naar Leipzig. Aan deze zelfde lijn, 4 km verder zuidwaarts,  heeft ook stadsdeel Schwarza een spoorweghalte.
Rudolstadt ligt aan de Bundesstraße 85 en de Bundesstraße 88, die in de gemeente over een gemeenschappelijk tracé voeren. Rond 2030 moet een moderne rondweg om Rudolstadt gereed zijn. De A71 (afrit 14b, zes km ten zuidwesten  van Stadtilm, circa 25 km ten westen van Rudolstadt) is de dichtstbijzijnde Autobahnverbinding.

## Economie
De belangrijkste fabrieken van Rudolstadt staan in het stadsdeel Schwarza. Hier bevonden zich in 2021 onder andere:
- een energiecentrale
- een filiaal van het chemische concern  BASF, dat kunstvezels produceert
- Herzgut, een zuivelfabriek
- STFG Filamente, een kunstvezelfabriek, die in 2021 een Russische eigenaar had
- BKK Bio-Diesel GmbH, een bedrijf dat koolzaadolie tot o.a. dieselolie verwerkt
- de papierfabriek Adolf Jass.

In Rudolstadt staat de fabriek die sinds 1882 de wereldberoemde Anker-bouwdozen produceert. De patenten waren in 1880 door de gebroeders Gustav en Otto Lilienthal verkocht aan de ondernemer Friedrich Adolf Richter (1846-1910), die de bouwsteentjes in een fabriek te Rudolstadt liet maken, en in die stad ook een grote, nog bestaande, villa voor zichzelf liet bouwen. 
De ligging nabij het Thüringerwoud maakt, dat Rudolstadt ook enig toerisme kent.
Volkstedt kent sedert de 18e eeuw fabricage van porselein (Aelteste Volkstedter Porzellanmanufaktur, in Volkstedt gevestigd sinds 1762). In de 21e eeuw worden er voornamelijk nog porseleinen siervoorwerpen, zoals kleine beeldjes, gemaakt, in 18e-eeuwse en Biedermeierstijl.

## Geschiedenis

Verdeling van de Schwarzburger Oberherrschaft, 1574
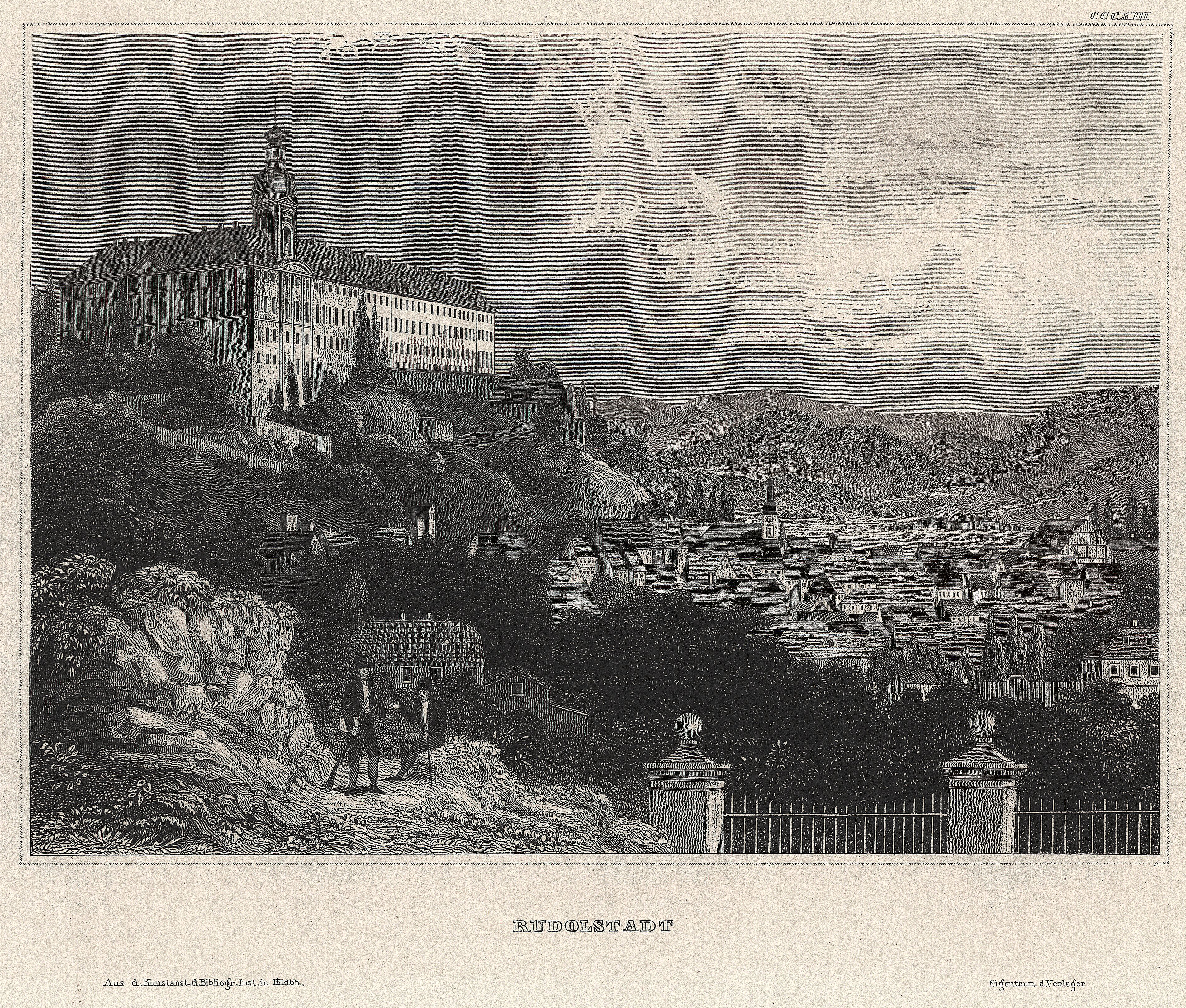
Gezicht op Rudolstadt, 1840
Logo van de voormalige chemische fabriek CFK Schwarza

Op de heuvel Weinberg bij Oberpreilipp is door archeologisch onderzoek vastgesteld, dat hier ten tijde van de Urnenveldencultuur, en aansluitend de IJzertijd, mensen hebben gewoond. Daarna, in de Vroege Middeleeuwen, behoorde het gebied tot het Koninkrijk Thüringen.
Rudolstadt werd rond 776 als Rudolfestat voor het eerst vermeld en heeft sinds 1326 stadsrechten. Het kwam rond 1340, na een gevecht, in maart 1345, om de burcht in de Thuringse gravenoorlog, in het bezit van de graven van Schwarzburg. Deze graven lieten het huidige kasteel Heidecksburg bouwen en in de 16e eeuw als residentiepaleis in renaissancestijl herbouwen. 
Omstreeks 1300 lieten de graven van Schwarzburg een 300 x 300 meter groot, ommuurd stadje bouwen, Remda. Het ligt 9 km ten west-noordwesten van Rudolstadt. Ongeveer even groot, maar ouder (hoewel het pas in of vóór 1417 stadsrechten verwierf) is Teichel. Dit ligt 8 km ten noorden van Rudolstadt, aan de B85. Door stadsbranden is van de vóór ca. 1850 ontstane bebouwing van Teichel nagenoeg niets bewaard gebleven. Remda en Teichel vormden van 1997 tot en met 2018 een aparte gemeente Remda-Teichel. Op 1 januari 2019 werden beide voormalige stadjes stadsdelen van Rudolstadt.
Rudolstadt was vanaf de Verdeling van het Schwarzburger Oberherrschaft in 1574 tot 1920 hoofdstad van achtereenvolgens het Graafschap Schwarzburg-Rudolstadt, het Vorstendom en de vrijstaat Schwarzburg-Rudolstadt. In de 16e eeuw werd de streek, als gevolg van de Reformatie, evangelisch-luthers. Verreweg de meeste christenen in de gemeente zijn dat tot op de huidige dag gebleven.
In de 18e en 19e eeuw beleefde de stad samen met Weimar en Jena een culturele bloeiperiode. Rudolstadt is de plaats waar Goethe en Schiller elkaar voor het eerst hebben ontmoet. Schopenhauer verbleef er om zijn dissertatie Über die vierfache Wurzel des Satzes vom zureichenden Grunde (1813) te schrijven.
In 1817 vestigde de pedagoog Friedrich Fröbel in het zogenaamde Unterhaus te Keilhau een op zijn gedachtegoed gebaseerde kleuterschool met internaat, genaamd Allgemeine deutsche Erziehungsanstalt. De instelling bestaat in Keilhau tot op de huidige dag en heet thans Freie Fröbelschule. Hier wordt overigens ook middelbaar onderwijs aangeboden.
Rudolstadt kende in de nazi-periode en de Tweede Wereldoorlog bewogen jaren. Talrijke joodse en politiek linkse inwoners van de stad stierven door vervolging, o.a. in concentratiekampen. Meer dan 130 bewoners van een verpleeghuis te Rudolstadt werden in 1940 in het kader van de Aktion T4 vermoord. Talrijke gedenktekens herinneren hier nog aan.
In april 1945 werd Volkstedt door geallieerde luchtbombardementen grotendeels verwoest. Er vielen 35 doden. De volgende dag werd Rudolstadt door Amerikaanse troepen veroverd. De geallieerden waren op de Conferentie van Potsdam echter overeengekomen, dat Thüringen, en dus ook Rudolstadt, deel zou gaan uitmaken van de Sovjet-Russische bezettingszone. Daardoor lag Rudolstadt van 1949 tot 1990 in de DDR.
In de DDR-periode werd in stadsdeel Schwarza een grote chemische fabriek, CFK Schwarza VEB, opgericht, die op een gegeven moment 6.000 medewerkers in dienst had. Hiermee ging ook een stadsuitbreiding gepaard; de arbeiders hadden immers woonruimte nodig. In 1985 bereikte het aantal inwoners van de stad een recordhoogte van bijna 32.500. De fabriek, die synthetische vezels maakte, ging in 1993, dus kort na de Duitse hereniging van 1990, failliet. Daarna ontstonden op dezelfde locatie twee kleine, moderne kunstvezelfabrieken, die (anno 2021) nog bestaan.

## Bezienswaardigheden, evenementen
De grootste bezienswaardigheid van de stad is het grote, uit de Renaissance daterende, kasteel Heidecksburg. Het huisvest o.a.  een groot museum, het Thüringische Landesmuseum, een overheidsarchief en het hoofdkantoor van de Kastelenstichting van de deelstaat. Voor toeristen worden er regelmatig rondleidingen georganiseerd.
De beroemde schrijver Friedrich von Schiller bezocht Rudolstadt en omgeving verscheidene malen, en heeft er ook van tijd tot tijd gewoond. Het 18e-eeuwse, voormalige Beulwitzsche Haus is thans het Schillerhaus, een aan Schiller gewijd literatuurmuseum (met horecagelegenheid). Dit was het huis, waar Schiller in 1788 Johann Wolfgang von Goethe voor het eerst ontmoette. Ook kwam Schillers echtgenote, Charlotte von Lengefeld, hiervandaan.
Andere bezienswaardige gebouwen in de stad zijn o.a.:
- de evangelisch-lutherse St. Andreaskerk te Rudolstadt (gebouwd in laat-gotische stijl in 1475; in de stijl van de vroege barok in 1636 vooral van binnen gerenoveerd; de kerk heeft een monumentaal, barok interieur en twee imposante kerkklokken. In de kerk hangt een plaat met daarop de stamboom van graaf Albrecht VII van Schwarzburg-Rudolstadt.
- het stadhuis
- Talrijke 18e-, 19e- en 20e-eeuwse huizen en industriegebouwen. De gemeente Rudolstadt heeft vele tientallen oude en moderne gebouwen onder monumentenzorg geplaatst, en beschouwt de binnenstad van Rudolstadt in haar geheel als monumentaal beschermd stadsgezicht.

In de stad, en bij kasteel Heidecksburg, wordt jaarlijks in de eerste helft van de maand juli een muziekfestival gehouden, het Rudolstadt-Festival. Het is vooral een folk- en wereldmuziek-festival. Jaarlijks trekt dit in geheel Duitsland bekende evenement, dat ongeveer een week duurt, circa 100.000 bezoekers. Het is een spin-off van het Tanzfest der DDR, een folkloristisch festival, dat van 1955-1989 jaarlijks in Rudolstadt werd gehouden.
In het dorp Schaala, een stadsdeel van Rudolstadt staat de Weerkerk van Schaala (Duits: Wehrkirche Schaala), een protestants kerkgebouw waarvan de oudste delen uit de 12e eeuw stammen. Ook in diverse andere, tot de gemeente Rudolstadt behorende dorpen staan oude, soms kunsthistorisch interessante, evangelisch-lutherse dorpskerken, en ook schilderachtige vakwerkhuizen.
De drie Thüringer Bauernhäuser, die in het Heine-park te Rudelstadt-Cumbach staan, zijn in 1915 elders gedemonteerde en hier opgebouwde boerenhuizen, die samen een bescheiden openluchtmuseum vormen. Bij ditzelfde stadsdeel ligt de uitspanning Marienturm, met horecagelegenheden, rondom een in 1886 gebouwde uitzichttoren op de heuvel Langer Berg.
De omgeving van Rudolstadt is heuvelachtig, met toppen tot circa 450 m boven zeeniveau. Veel van deze heuvels, waar de bodem uit weinig vruchtbare kalksteen bestaat, zijn met naaldhout bebost. Rondom Rudolstadt zijn enige wandelroutes uitgezet. Langs de Saale loopt een langeafstands-fietsroute, de 403 km lange Saaleradweg.

## Afbeeldingen

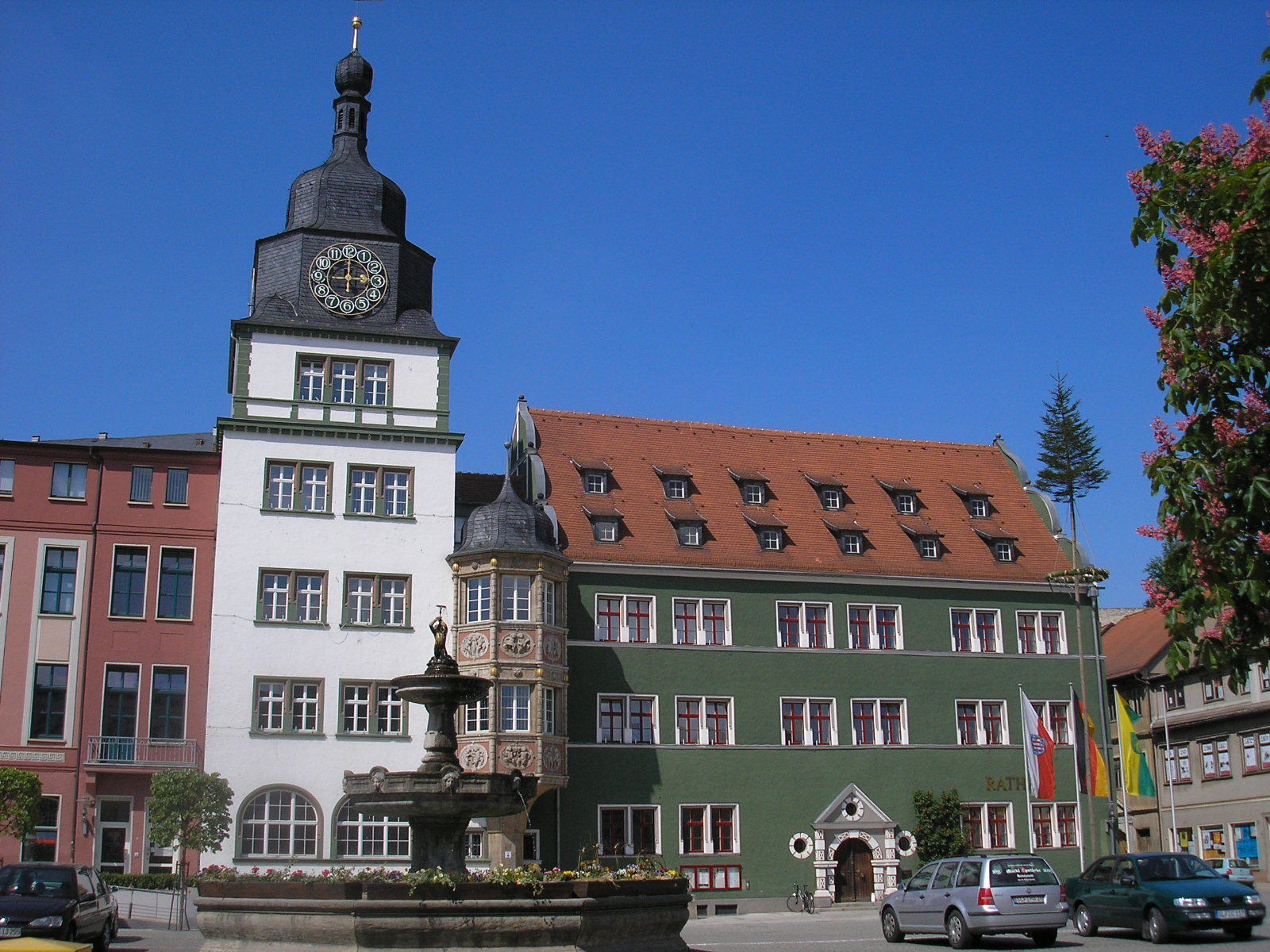
Stadhuis
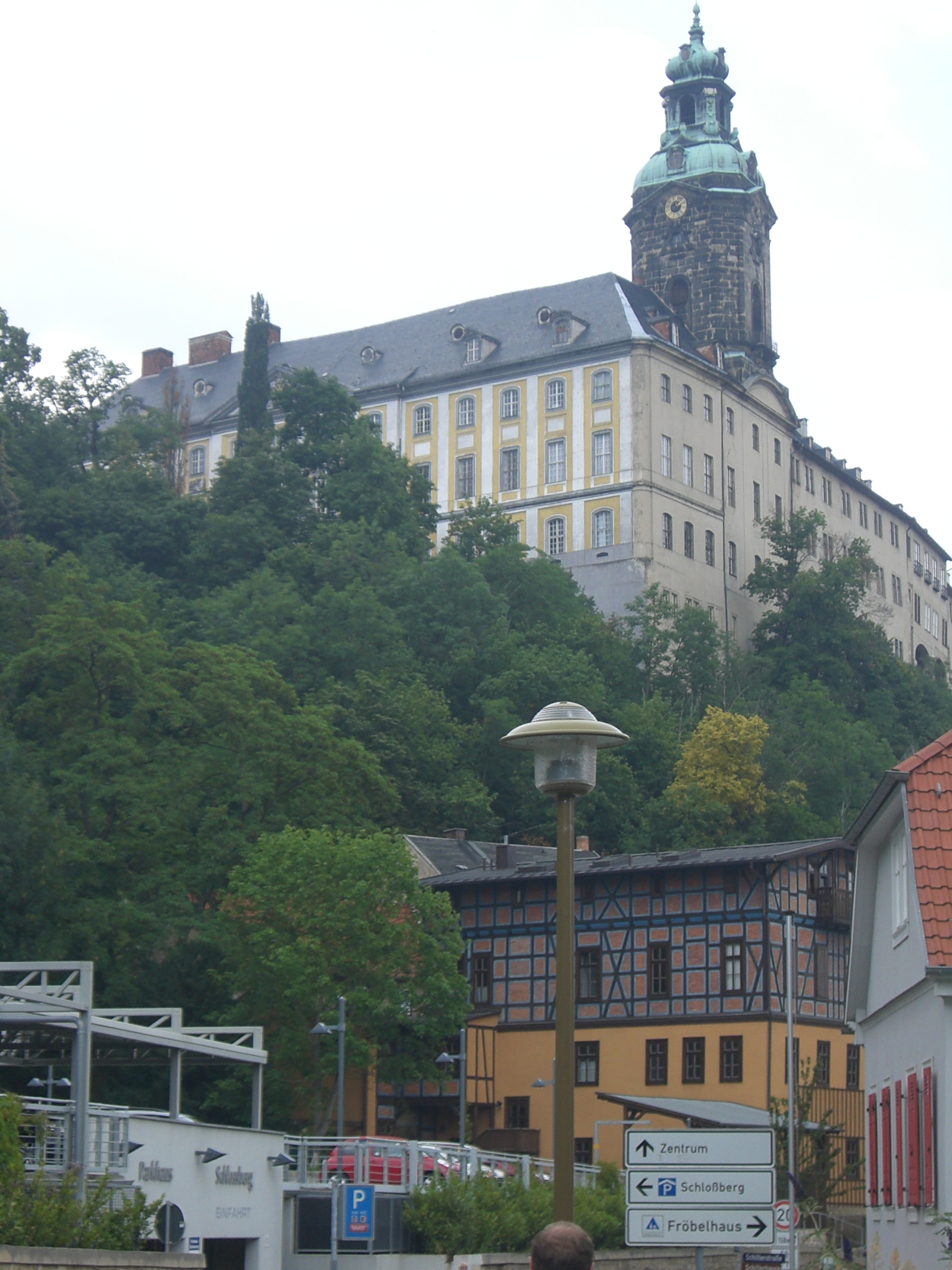
Kasteel Heidecksburg
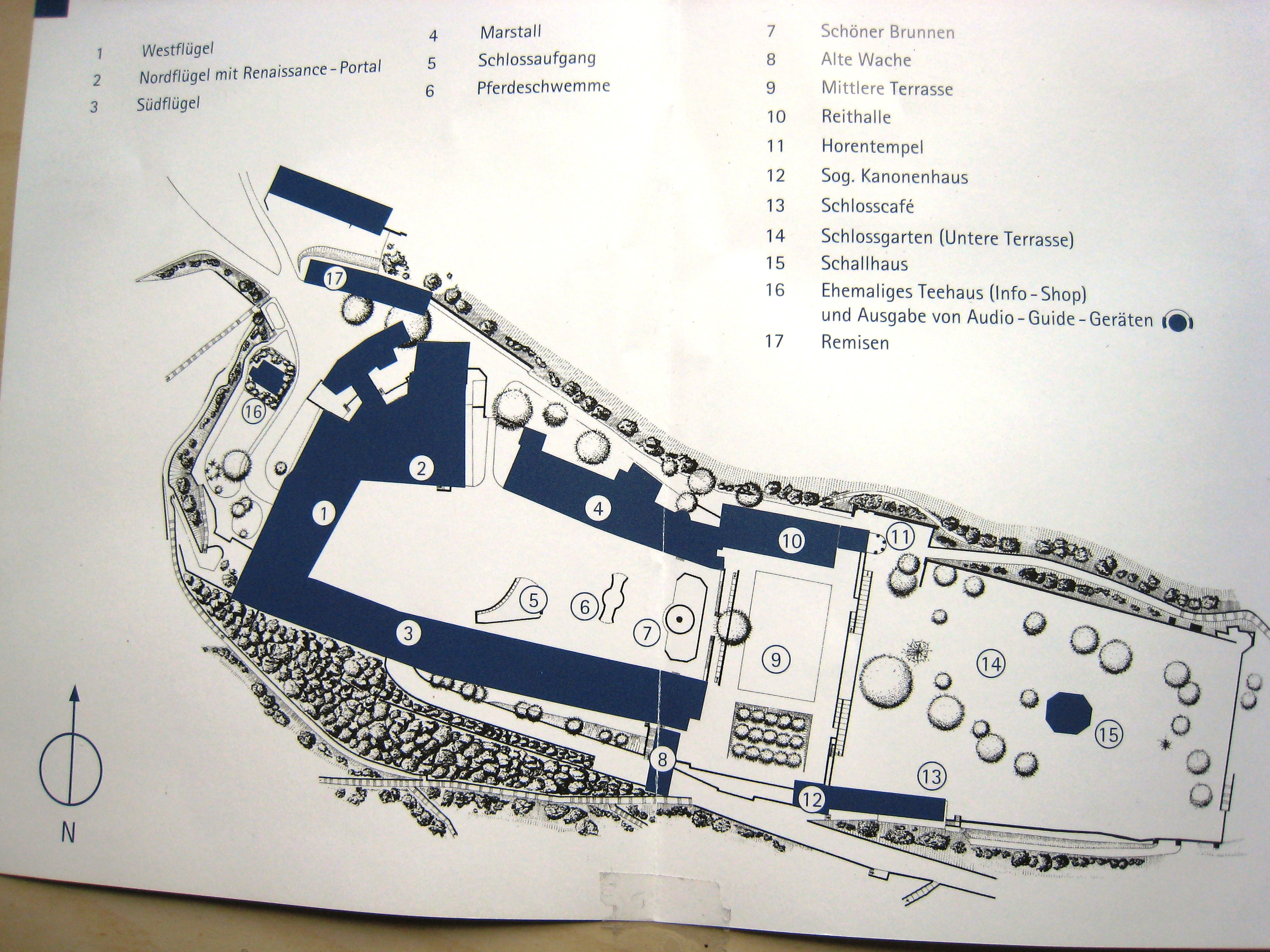
Plattegrond van de Heidecksburg
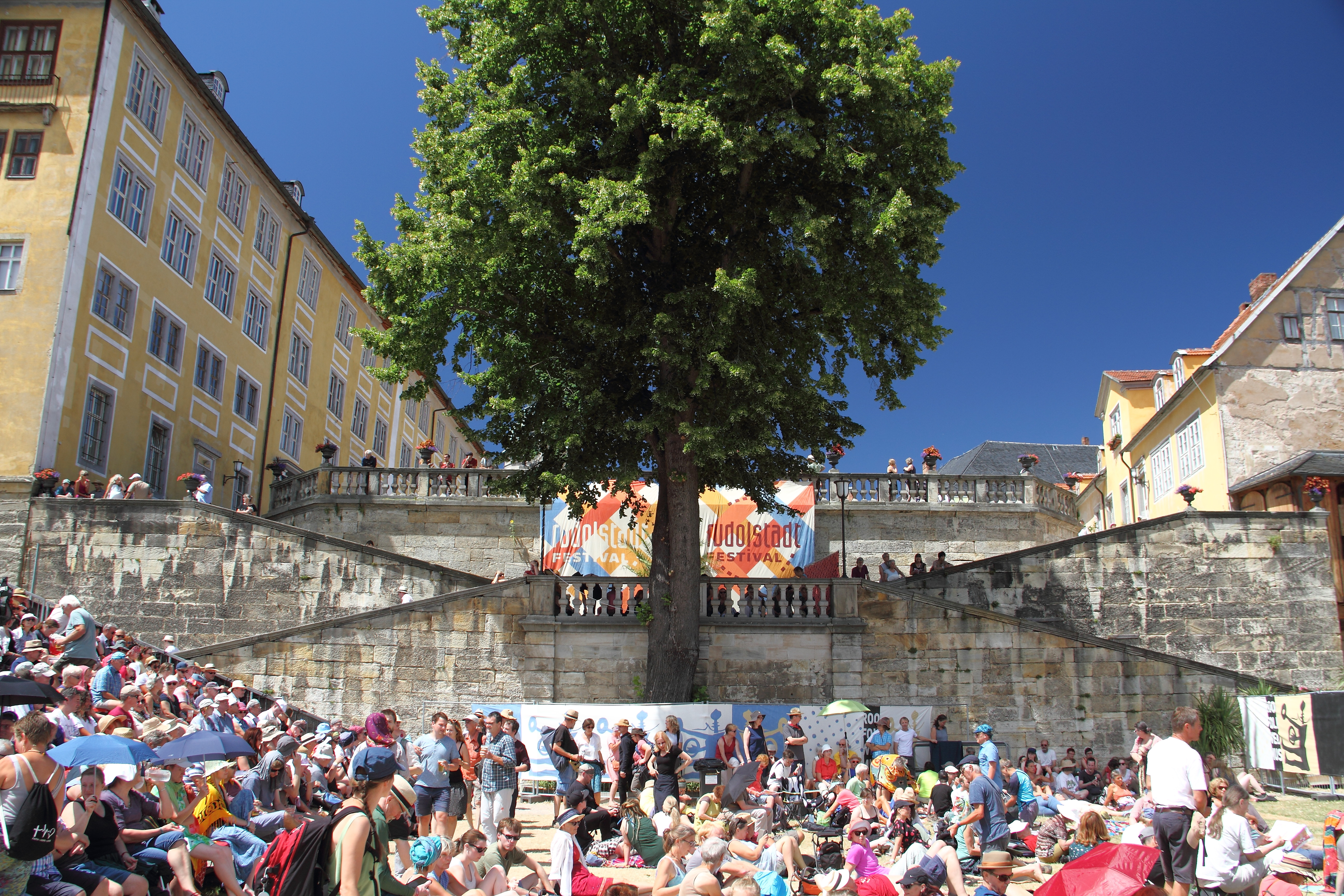
Het kasteel tijdens het Rudolstadt-Festival
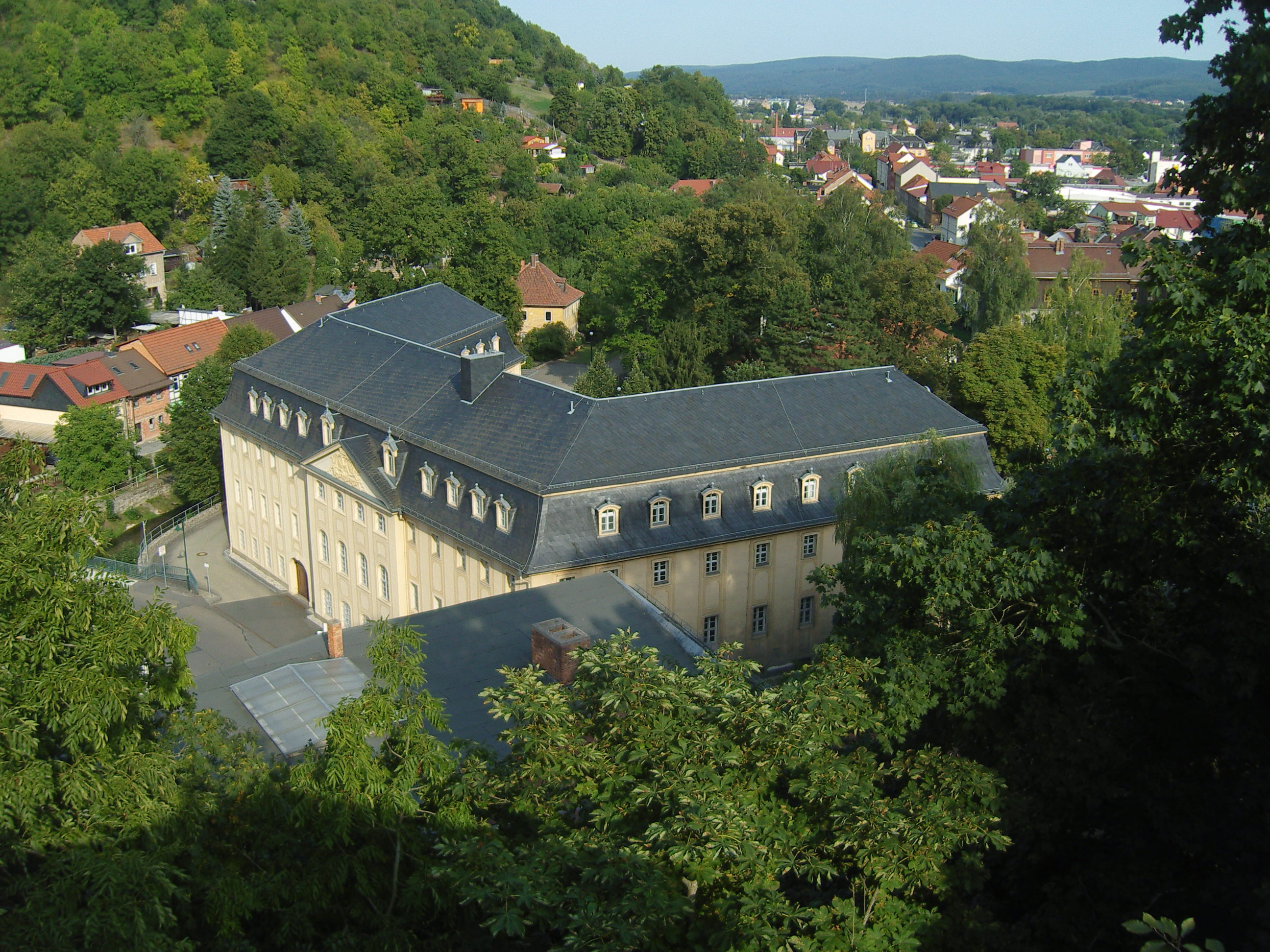
Kasteel Ludwigsburg (1741), kantoorpand[5], niet te bezichtigen
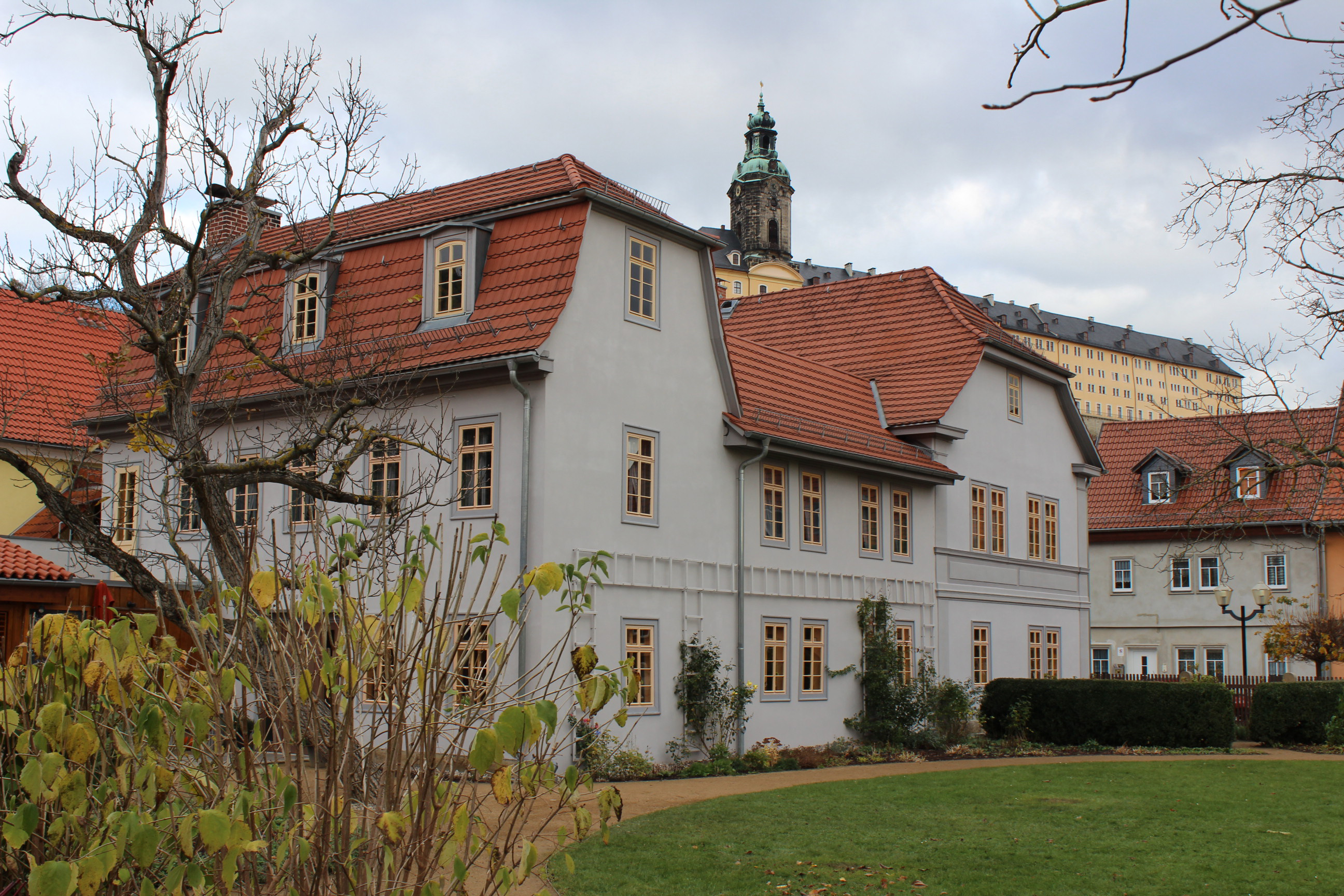
Het Schillerhaus
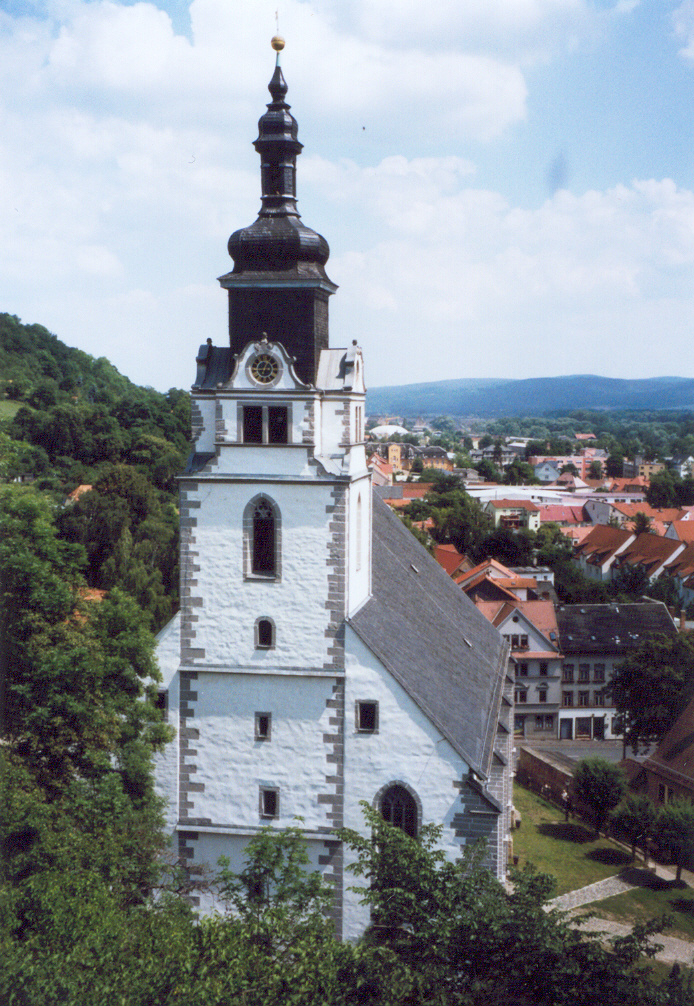
Evang.-lutherse St. Andreaskerk te Rudolstadt
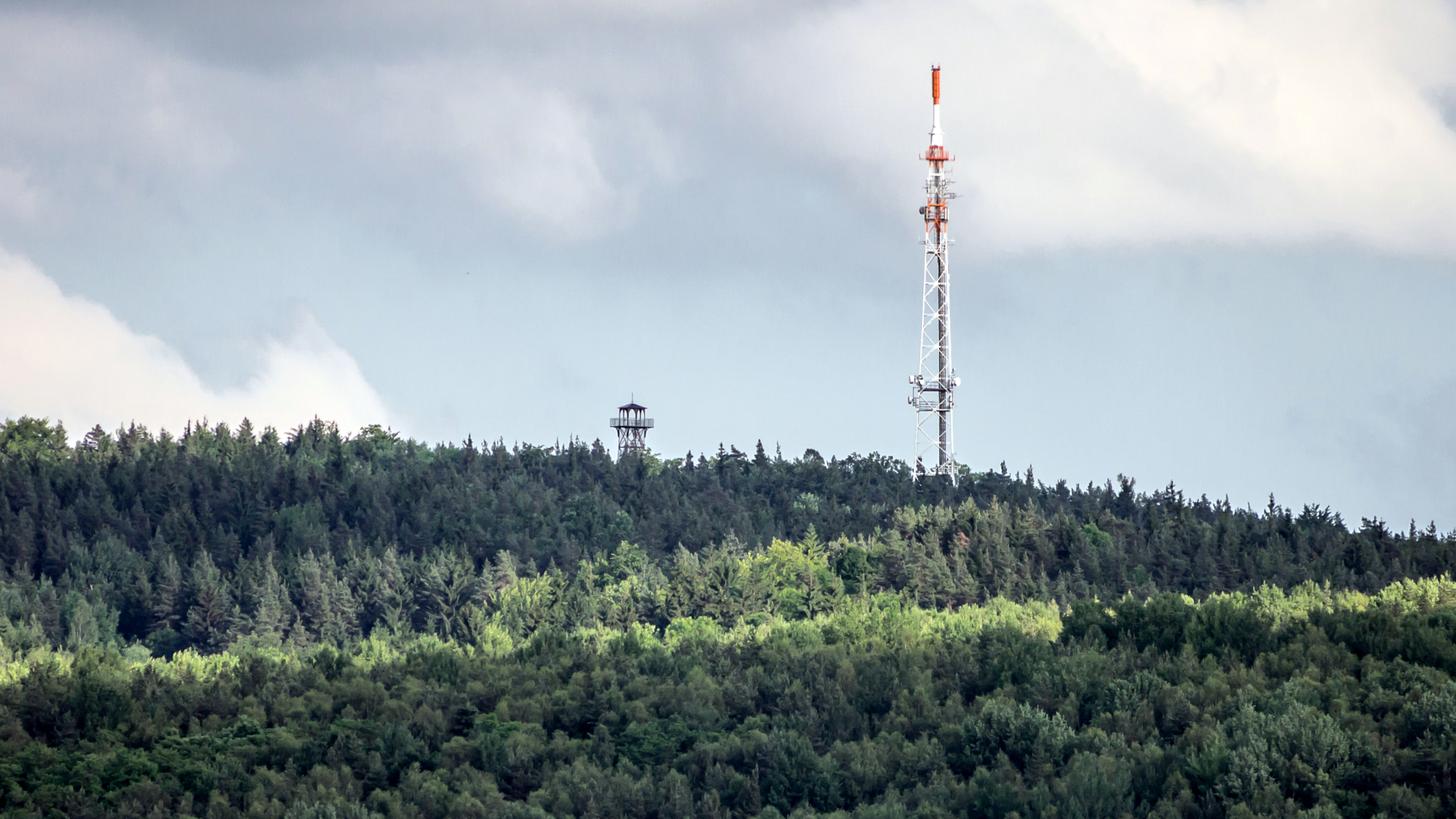
De 482 m hoge berg Kulm, met telecommunicatietoren, tussen Rudolstadt en Saalfeld
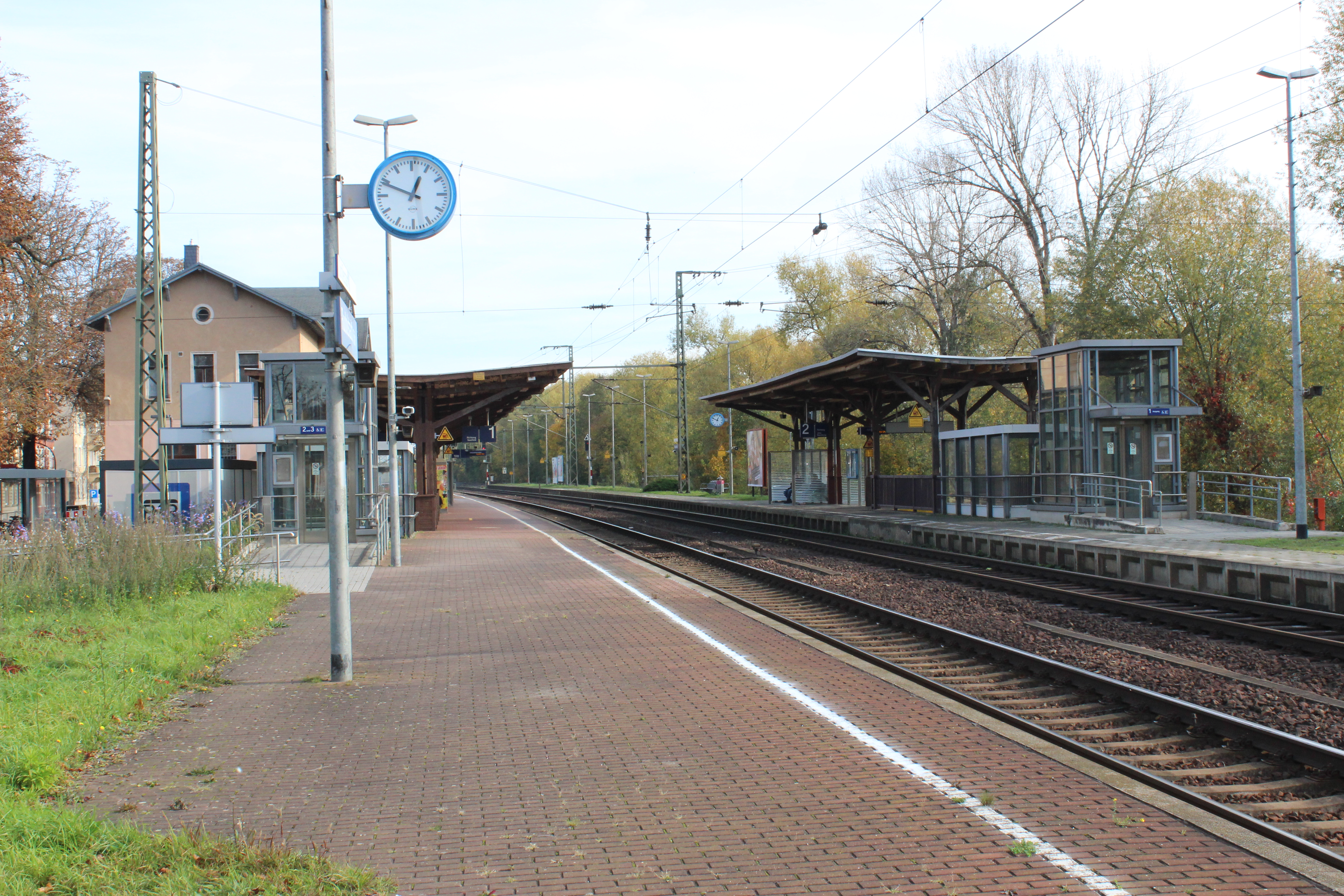
Station Rudolstadt
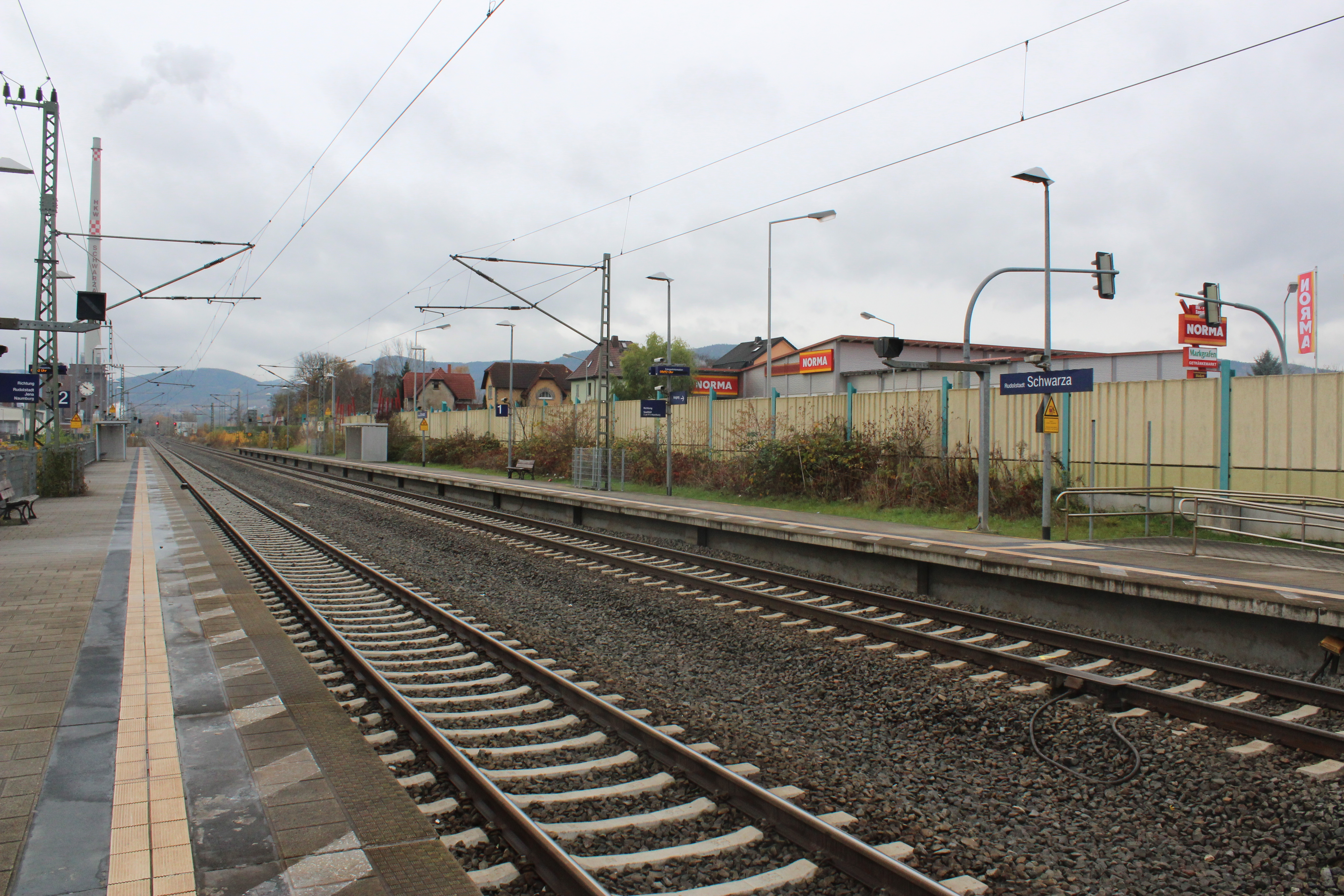
Station Rudolstadt-Schwarza
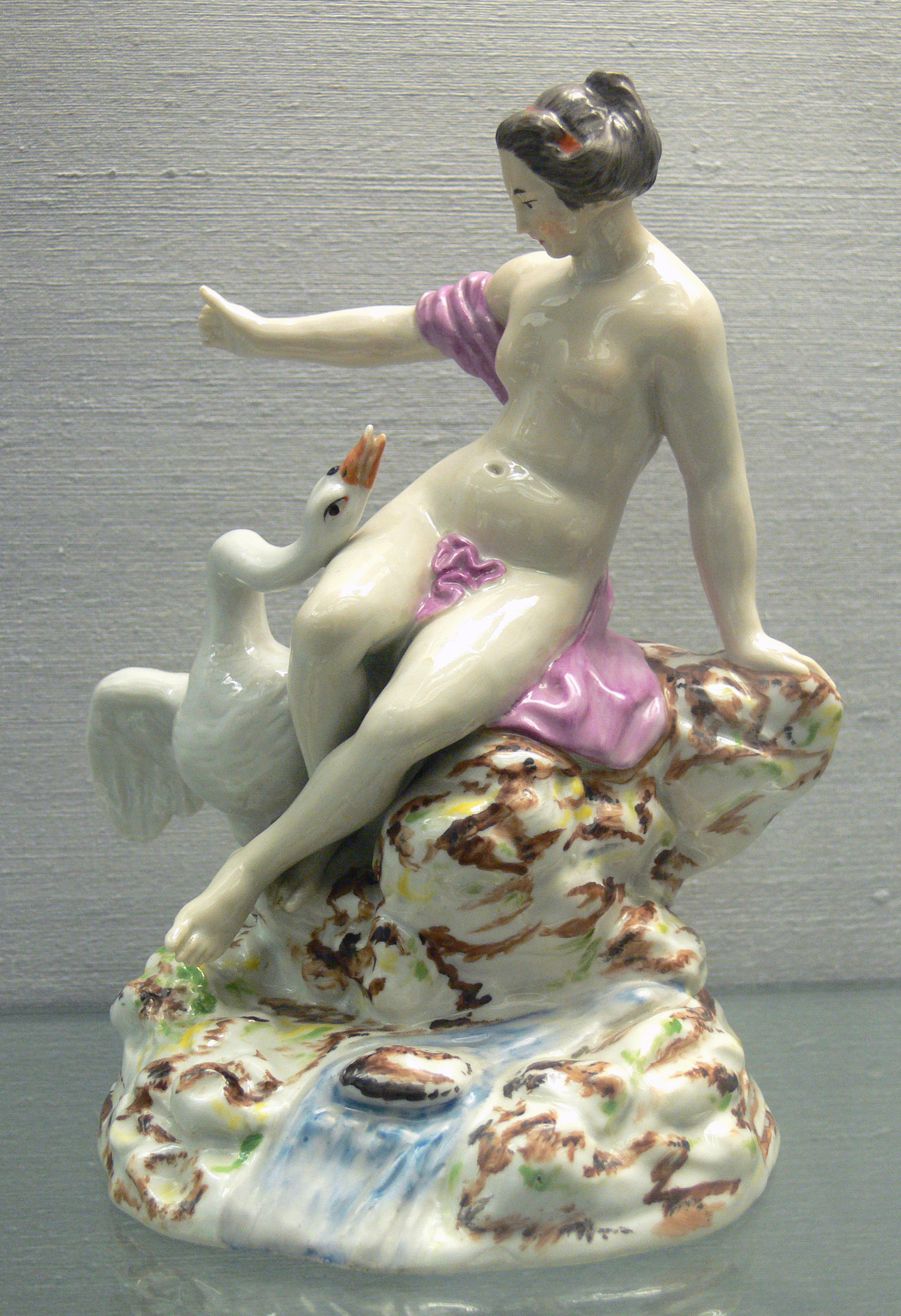
Porseleinen beeldje uit 1785 uit Volkstedt (Leda en de zwaan)
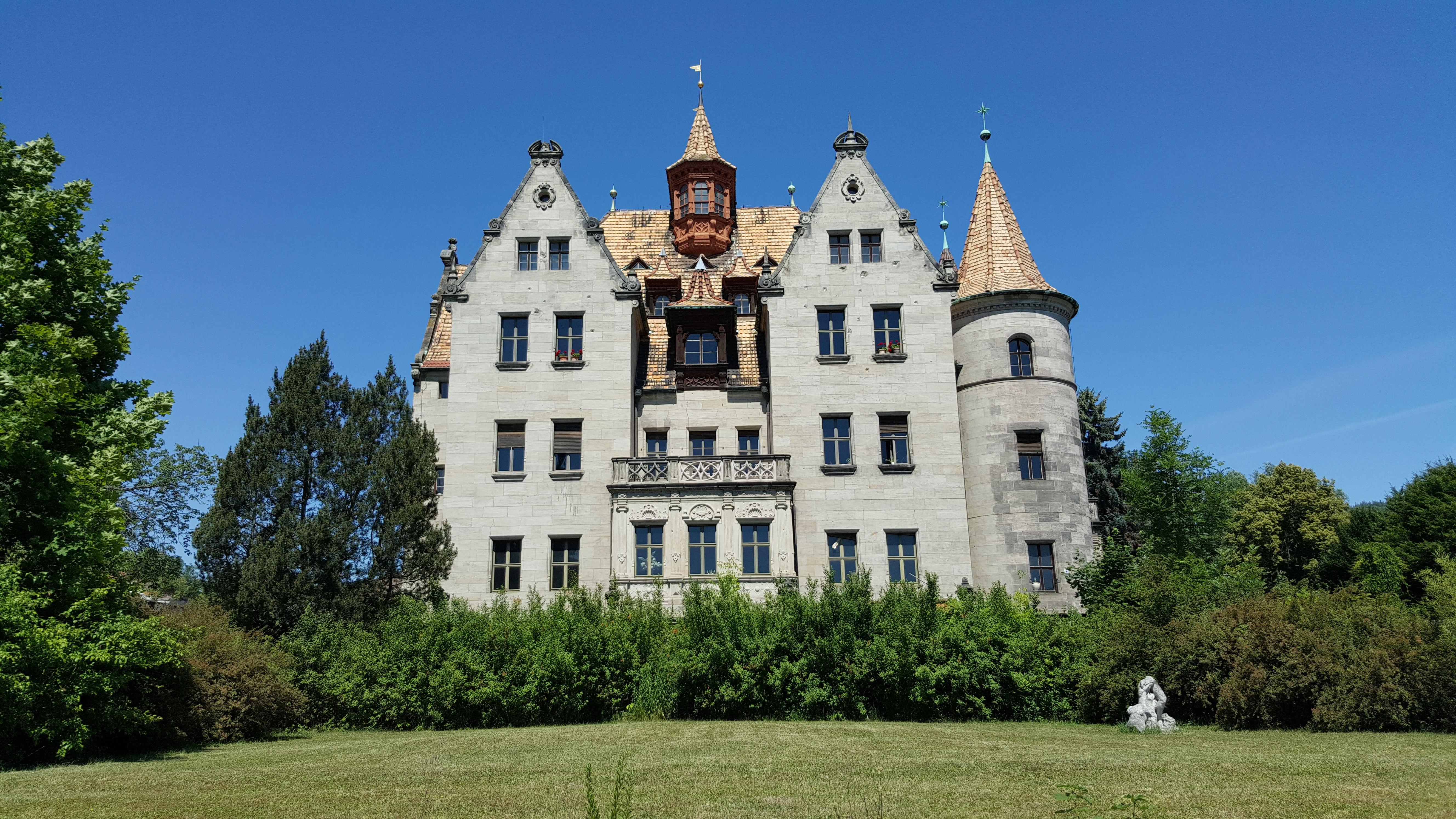
Villa van Friedrich Adolf Richter, 2015
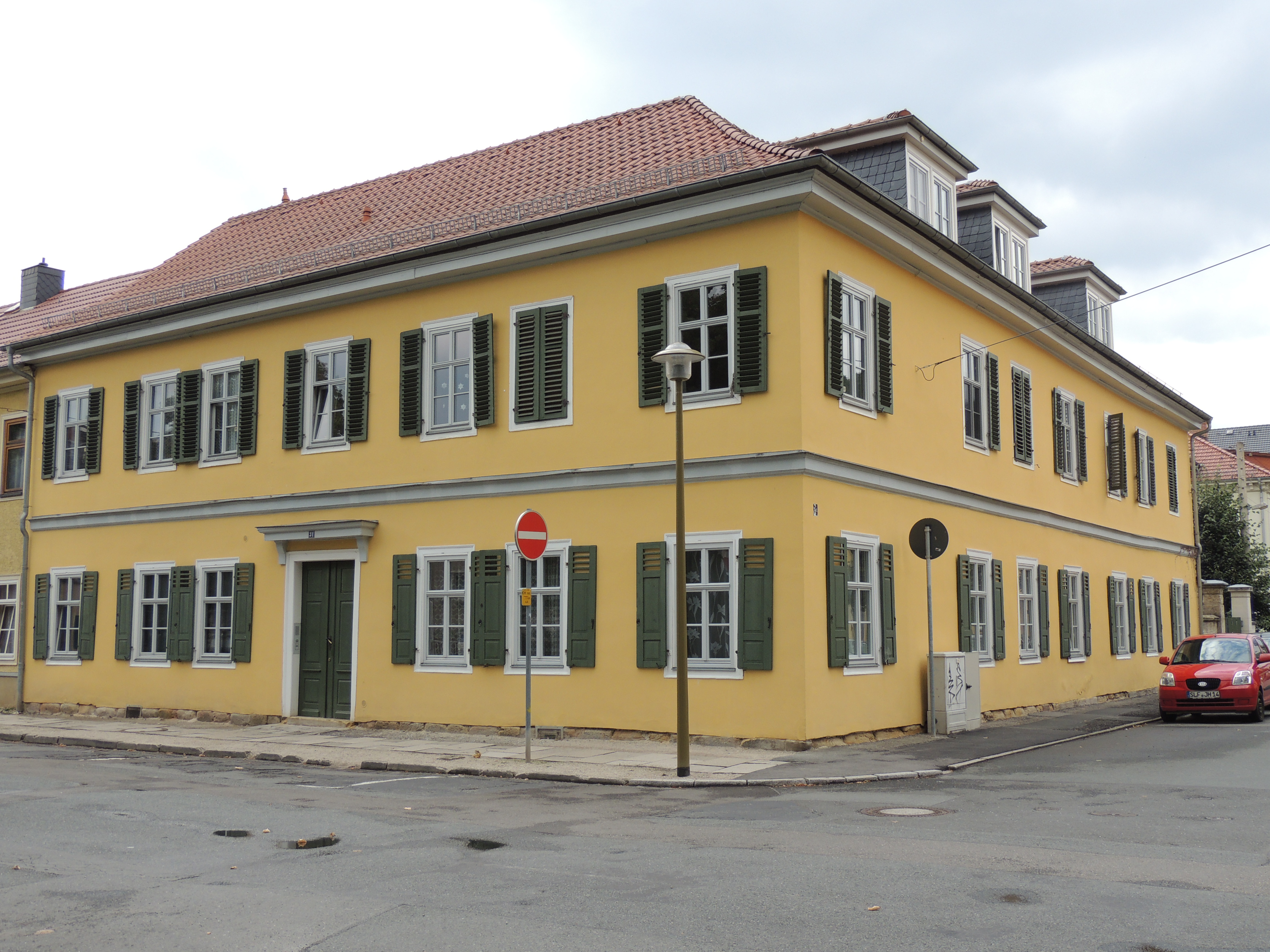
Monumentaal woonhuis aan de August-Bebel-Straße
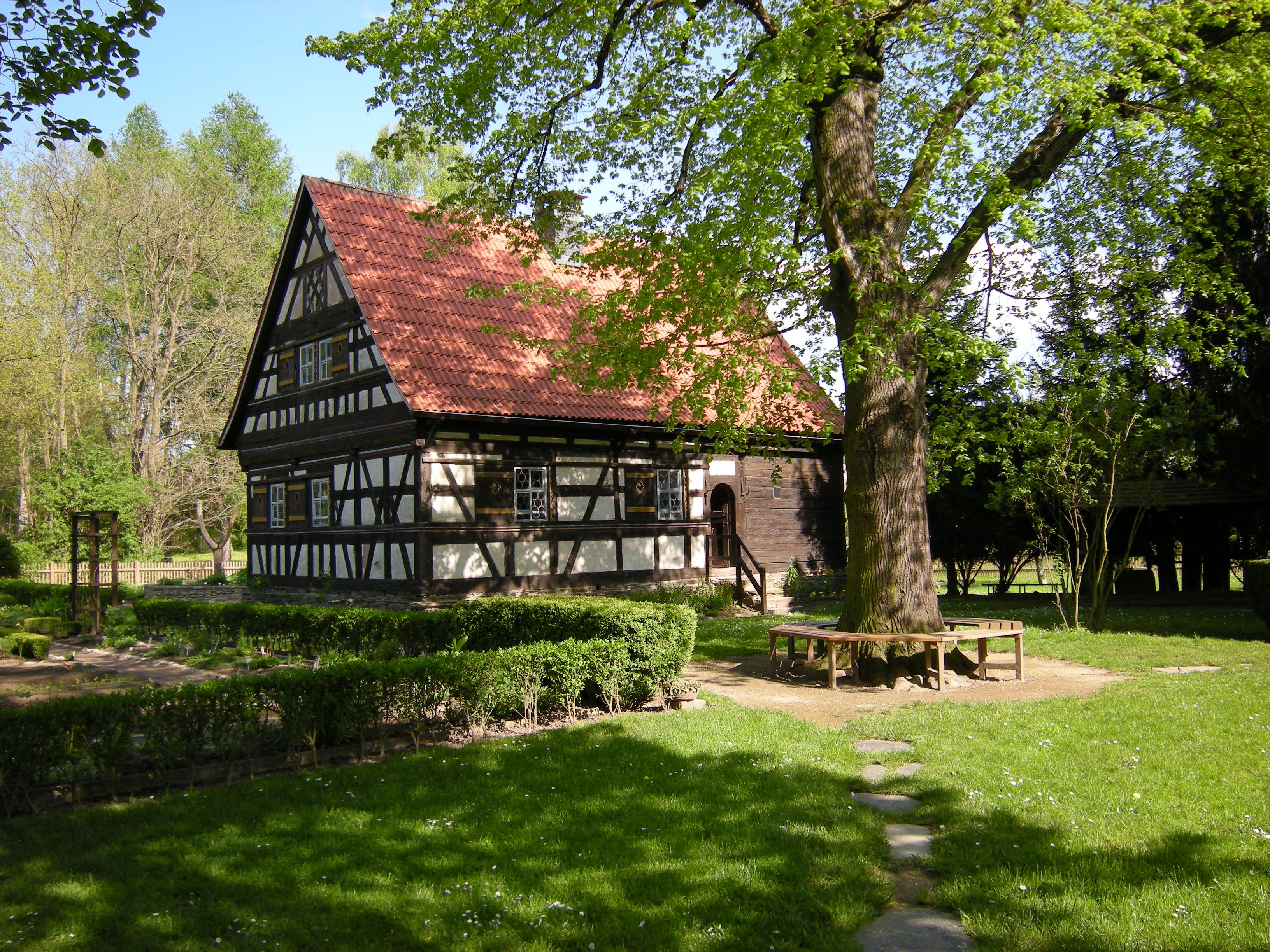
Eén van de drie Thüringer Bauernhäuser in het Heine-park, Rudelstadt-Cumbach
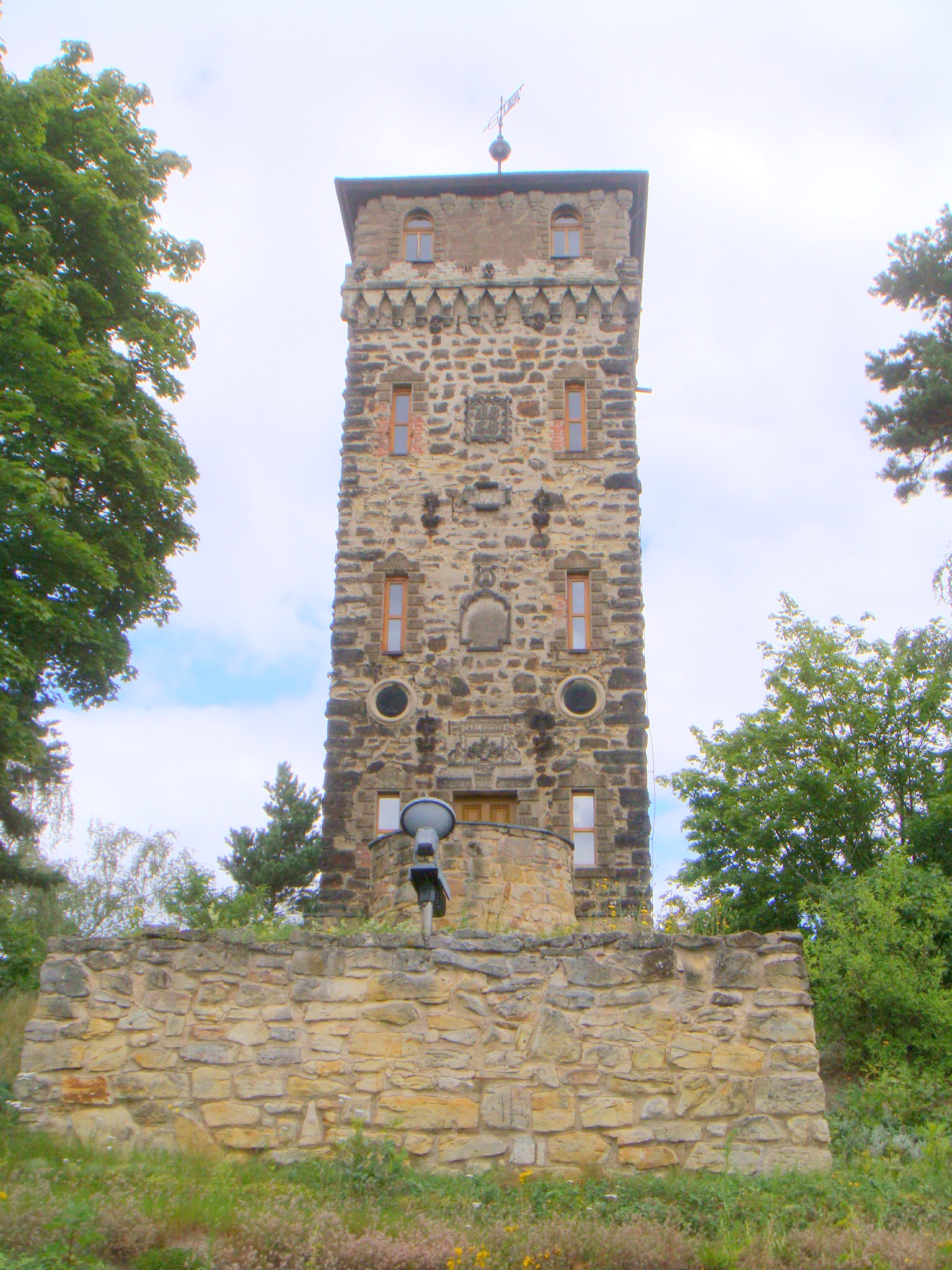
Uitspanning Marienturm
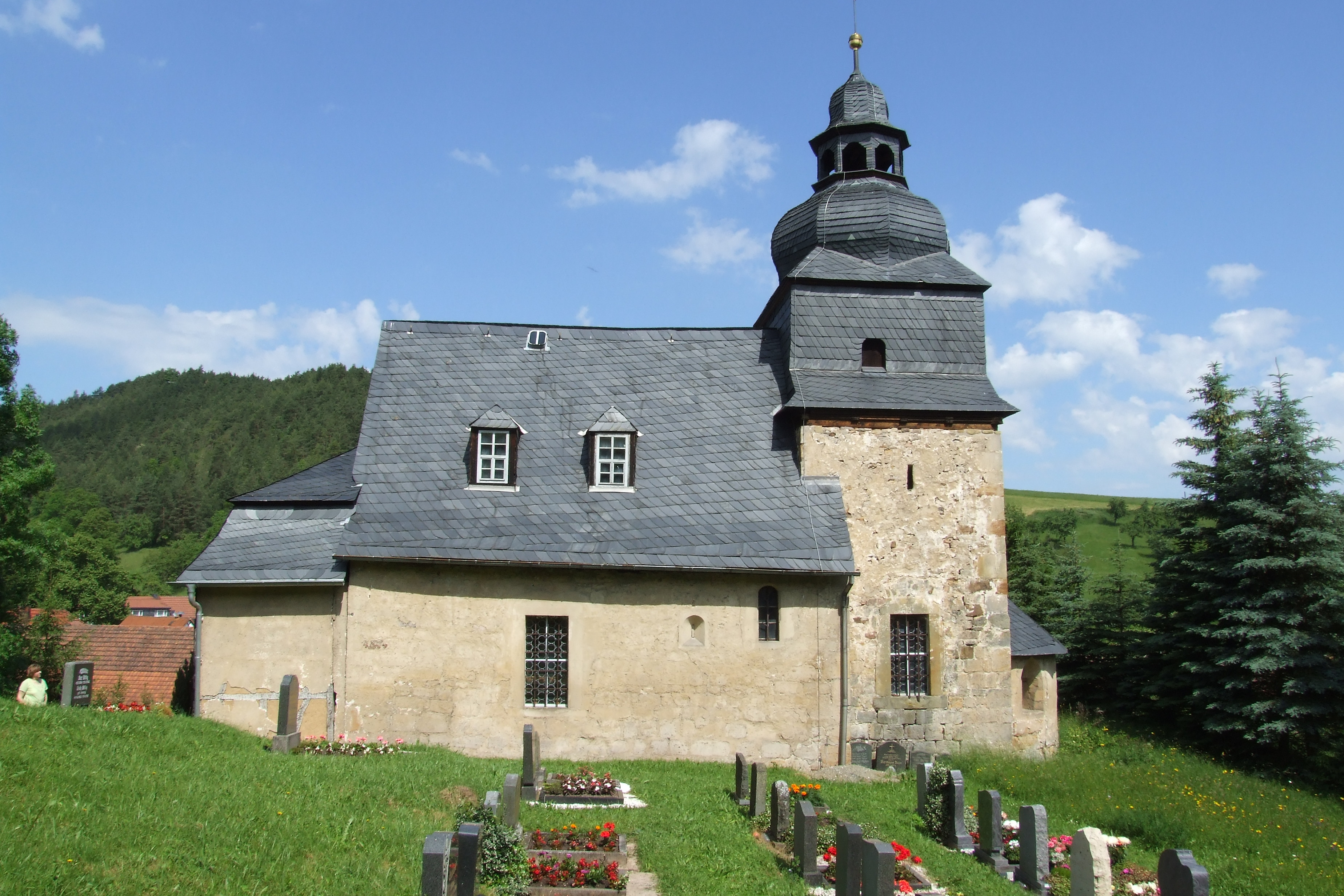
Kerkje (1637) te Geitersdorf
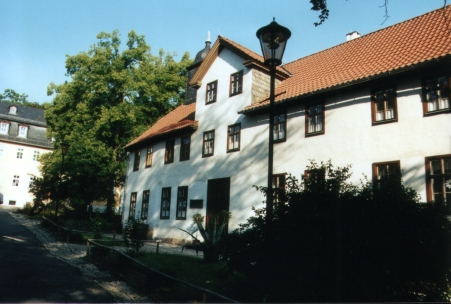
Het Unterhaus te Keilhau (experimentele kleuterschool)
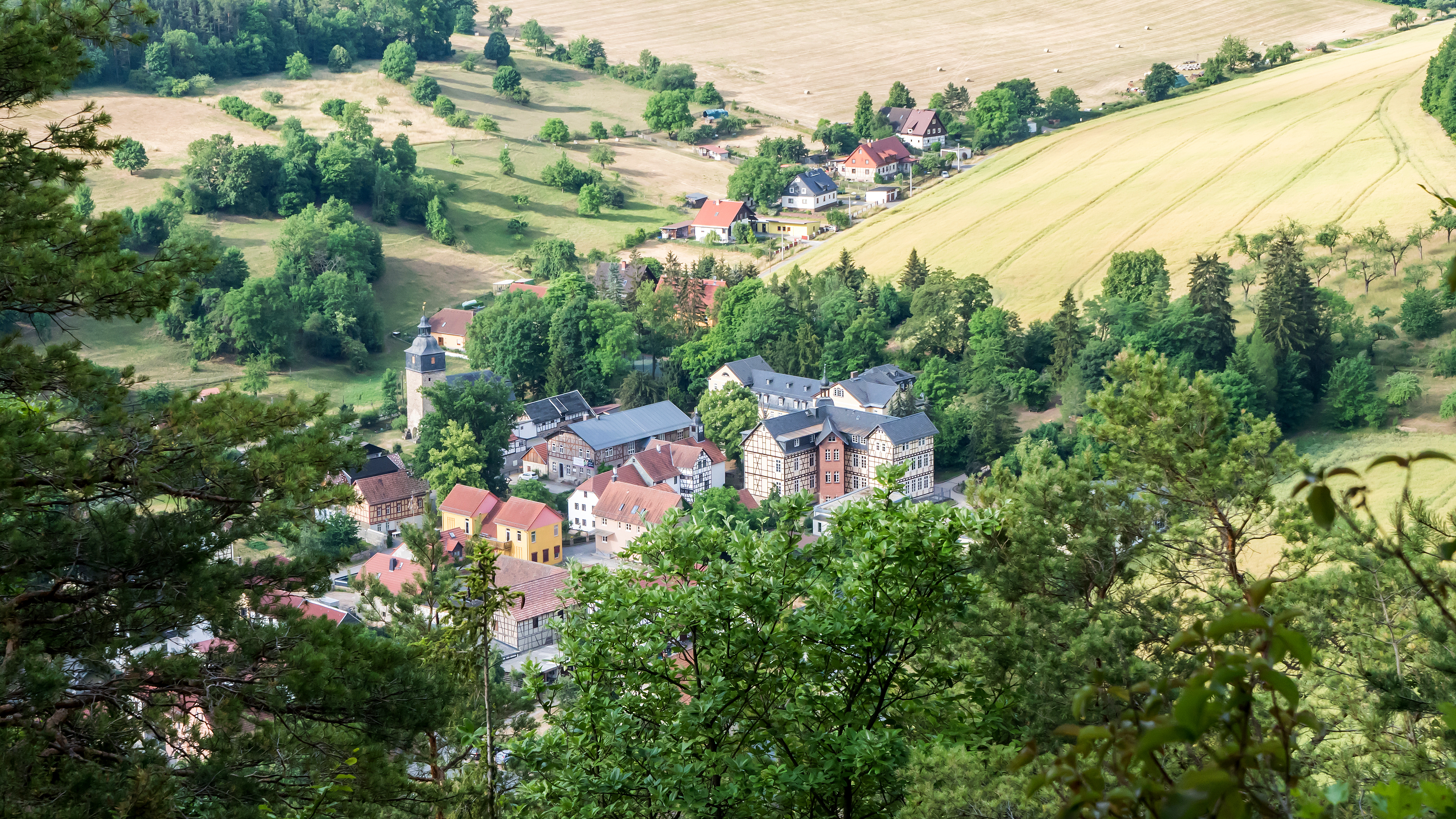
Gezicht op het grotendeels uit schoolgebouwen bestaande dorpje Keilhau
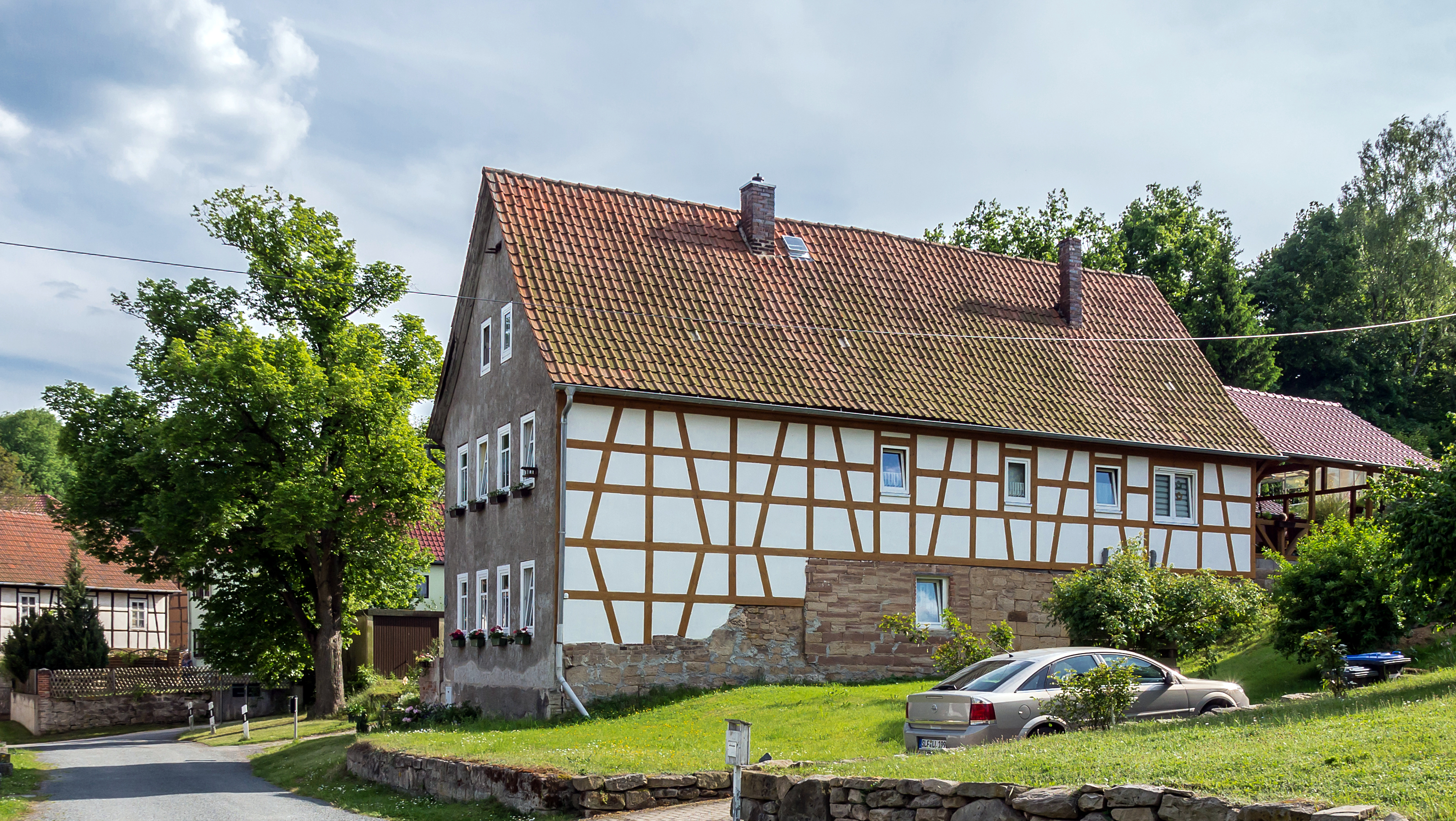
Monumentaal vakwerkhuis te Mörla
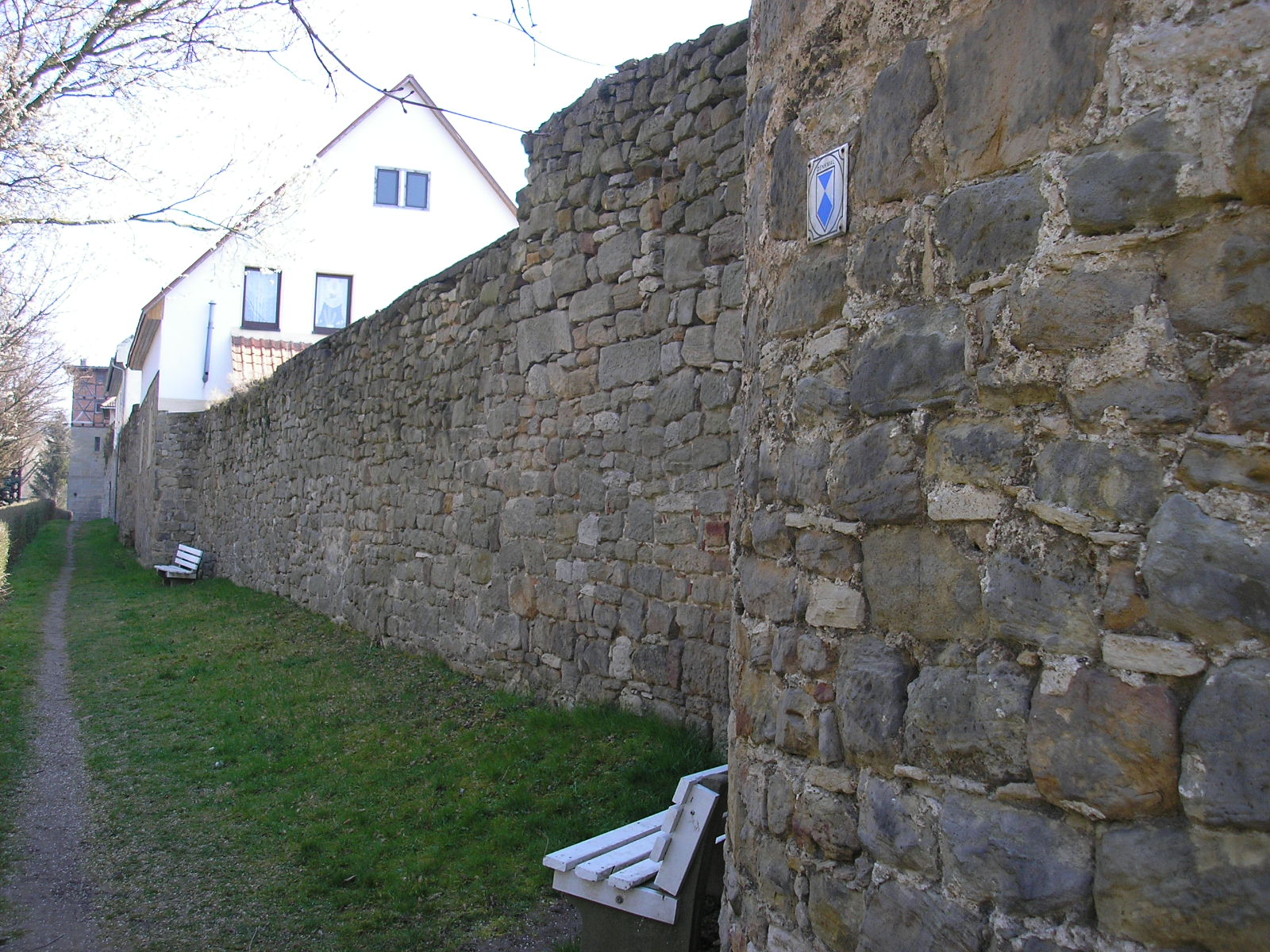
Restant van de stadsmuur van Remda
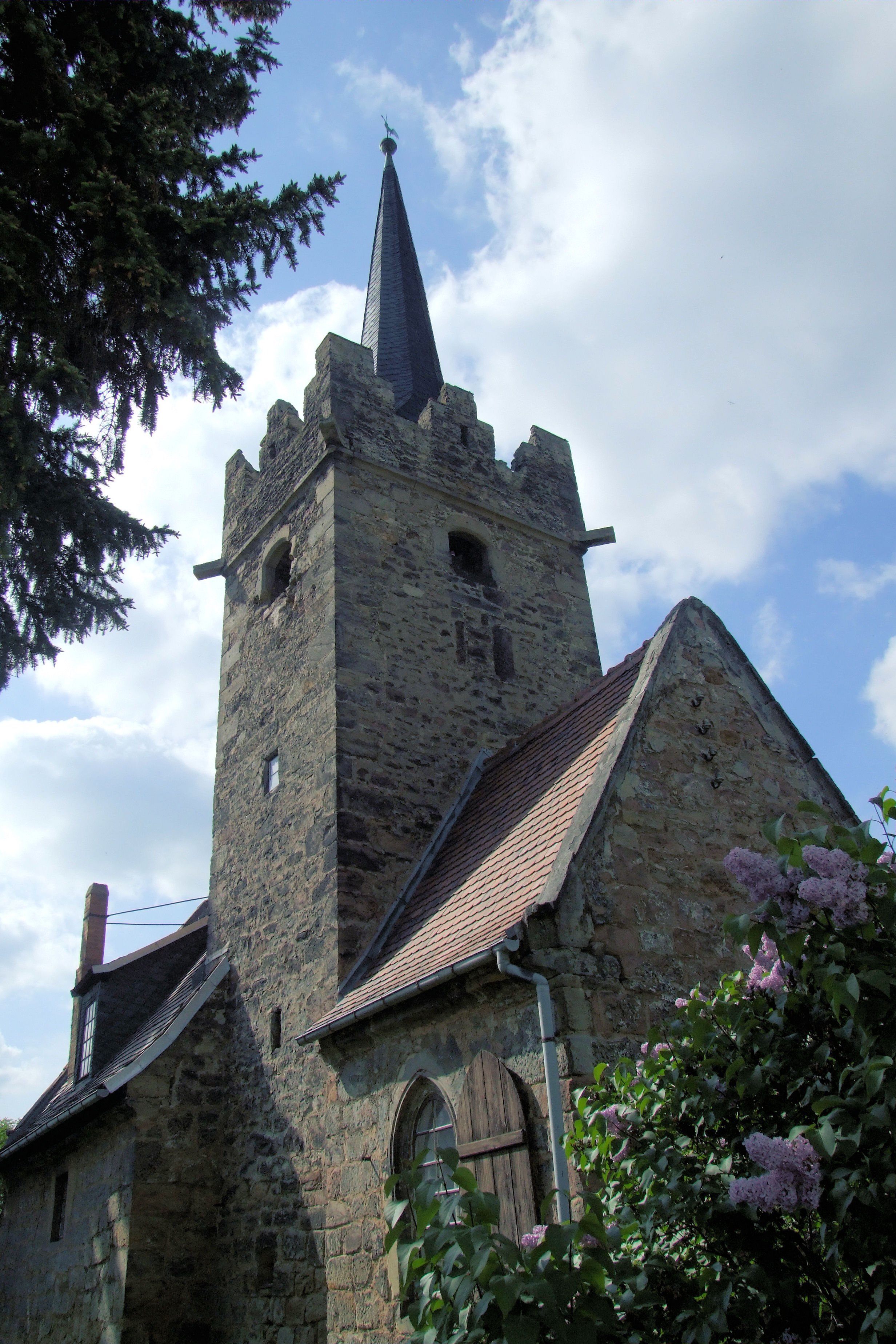
Weerkerk te Schaala
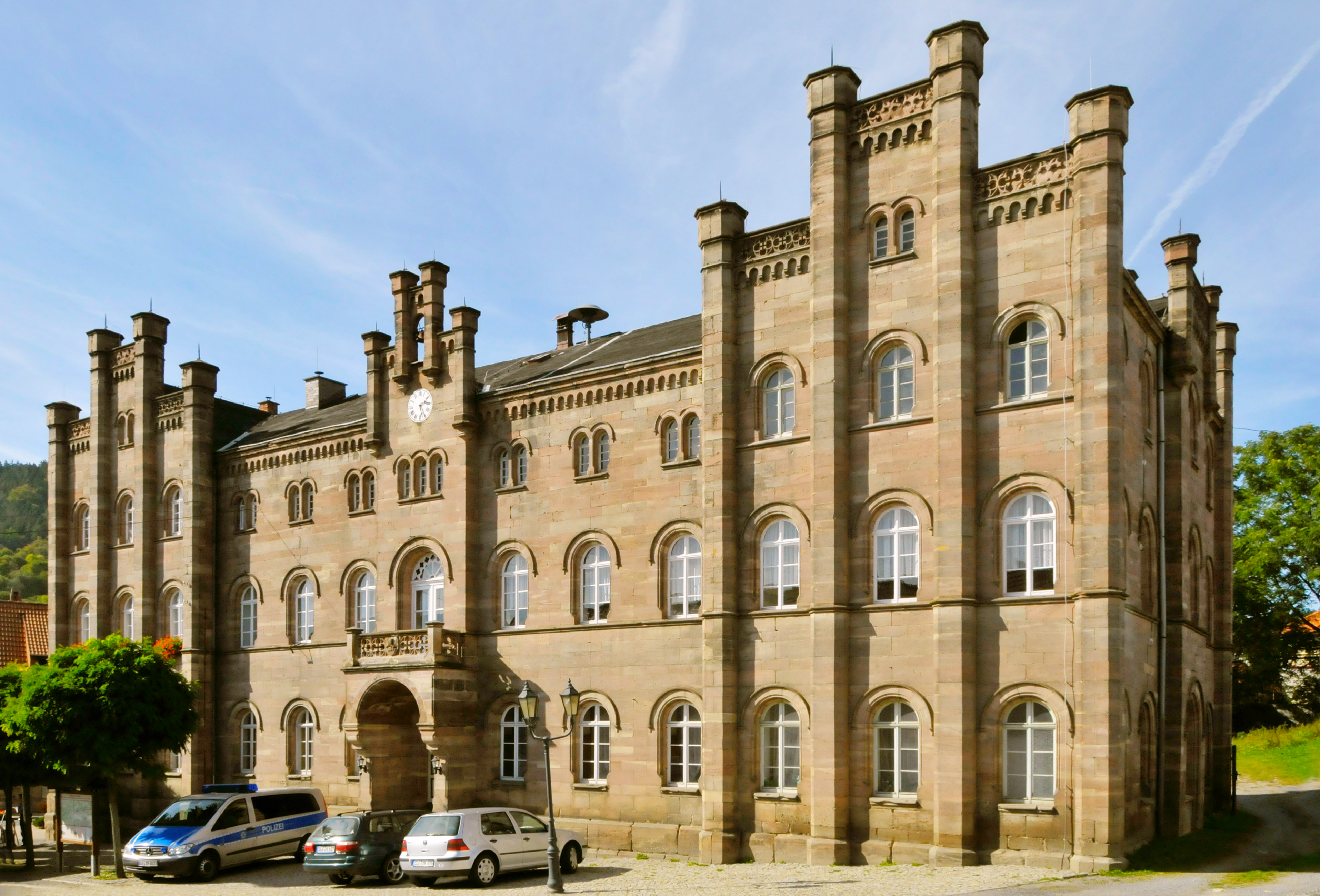
Stadhuis van Teichel (1867)
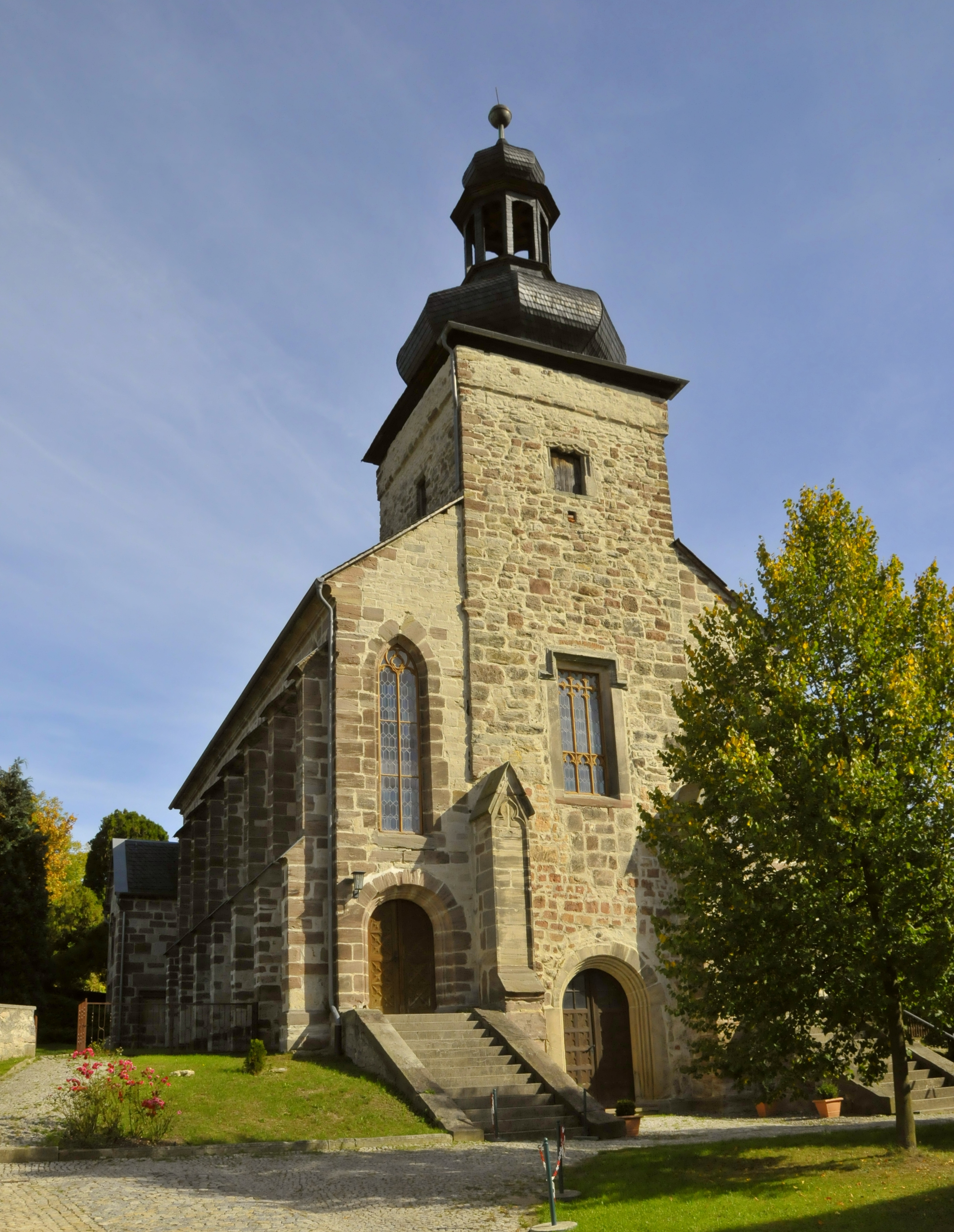
Kerk te Teichel (1448, in 1848 ingrijpend verbouwd)

## Met Rudolstadt verbonden belangrijke personen

### Geboren in Rudolstadt

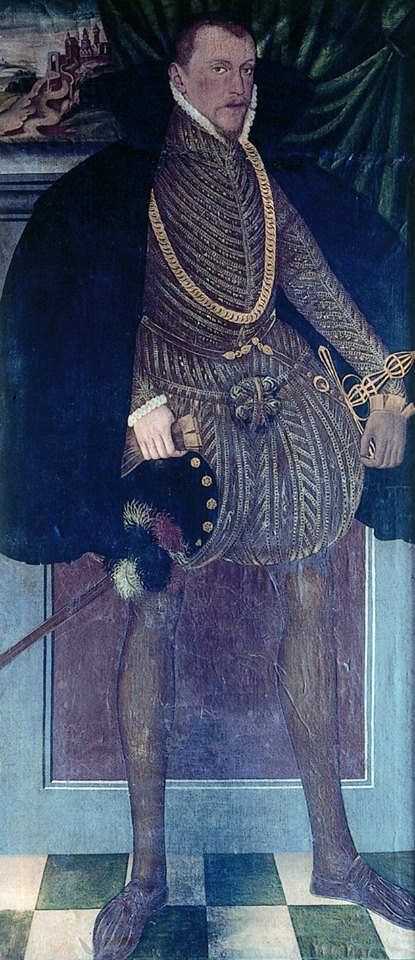
Albrecht VII van Schwarzburg-Rudolstadt
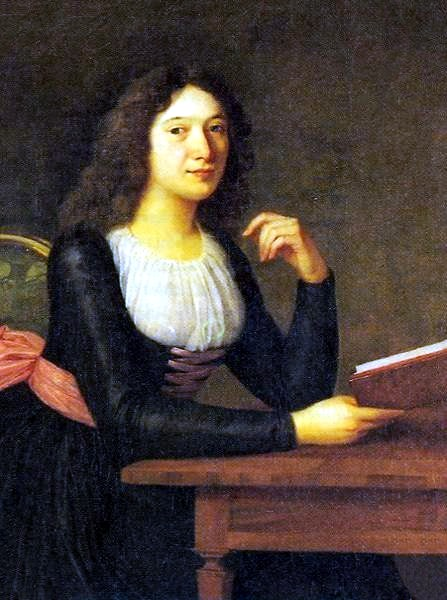
Charlotte von Lengefeld

- Verscheidene leden van het grafelijke, vanaf de 18e eeuw vorstelijke, geslacht Van Schwarzburg-Rudolstadt, onder wie:
  - Karel Günther van Schwarzburg-Rudolstadt (1576–1630)
  - Albrecht Günther van Schwarzburg-Rudolstadt (1582-1634)
  - Lodewijk Günther I van Schwarzburg-Rudolstadt (1581-1646)
  - Ämilie Juliane von Schwarzburg-Rudolstadt (1637-1706; ook bekend als dichteres van geestelijke liederen)
  - Frederik Günther van Schwarzburg-Rudolstadt (1793-1867)
  - Marie van Schwarzburg-Rudolstadt (1850-1922), de moeder van Prins Hendrik
  - Günther Victor van Schwarzburg (1852-1925), trad als laatste vorst af in november 1918.
- Christiaan Ernst Graaf (1723–1804), componist
- (Johann Georg)  Justus Perthes (* 11 september 1749; † 1 mei 1816 in Gotha), boekhandelaar en uitgever; in 1763 gaf hij de eerste editie uit van de Almanach de Gotha over de Duitse adel. Zie: Uitgeverij Justus Perthes.
- Charlotte Luise Antoinette von Schiller- von Lengefeld (* 22 november 1766; † 9 juli 1826 in Bonn), van 1790 tot 1805 de echtgenote van Friedrich von Schiller
- Caroline von Wolzogen (geboren von Lengefeld; * 3 februari 1763; † 11 januari 1847 in Jena), een oudere zuster van de voorgaande; romanschrijfster; schreef in 1797 de roman Agnes von Lilien.
- Friedrich Christoph Perthes (1772-1843), boekhandelaar en uitgever, neef van Justus Perthes
- Alfred Schlemm (1894-1986), generaal in de Tweede Wereldoorlog
- Peter Rock (1941), voetballer
- Wolf Wondratschek (1943), schrijver van gedichten en hoorspelen
- Lothar Lambert (1944), filmregisseur, bekend om te Berlijn spelende films over mensen aan de rand van de samenleving
- Nicole Herschmann (1975), vrouwelijk bobsleeër
- Christoph Stephan (1986), biatleet

### Overigen
- Graaf Albrecht VII van Schwarzburg-Rudolstadt[6], in 1605 te Rudolstadt overleden
- Georg Gebel (1709-1753), componist, overleed te Rudolstadt
- Georg Christian Füchsel (* 14 februari 1722 in Ilmenau; † 20 juni 1773 in Rudolstadt), geoloog, pionier op het gebied van de stratigrafie in Duitsland

## Partnergemeentes
Rudolstadt onderhoudt jumelages met:
- Bayreuth, Beieren, Duitsland
- Letterkenny, County Donegal, Ierland